# Samsung Galaxy Tab S 10.5
Samsung Galaxy Tab S 10.5 — это 10,5-дюймовый планшетный компьютер на базе Android, производимый и продаваемый компанией Samsung Electronics. Он принадлежит к высшей линейке «S» между сериями Samsung Galaxy Tab и Samsung Galaxy S, которая также включает 8,4-дюймовую модель Samsung Galaxy Tab S 8.4. Он был анонсирован 12 июня 2014 года и выпущен в июле 2014 года. Это первый 10,5-дюймовый планшет Samsung, который призван стать прямым конкурентом iPad Air.

## История
Оригинальная серия Galaxy Tab была первой линейкой планшетов Samsung. Позже её разделили на четыре отдельные линейки: серия Galaxy Tab S для планшетов высокого класса, серия Galaxy Tab Active для планшетов средней прочности, серия Galaxy Tab A для планшетов среднего класса и серия Galaxy Tab E для планшетов начального уровня.
Galaxy Tab S 10.5 был анонсирован 12 июня 2014 года. Он был показан вместе с Galaxy Tab S 8.4 на Samsung Galaxy Premiere 2014 в Нью-Йорке. 

## Функции
Galaxy Tab S 10.5 выпущен с Android 4.4.2 Kitkat. Samsung настроил интерфейс с помощью своего программного обеспечения TouchWiz Nature UX 3.0. Помимо стандартного набора приложений Google, в нем есть приложения Samsung, такие как ChatON, S Suggest, S Voice, S Translator, S Planner, WatchON, Smart Stay, Multi-Window, Group Play, All Share Play, Samsung Magazine, Professional pack, Multi-user mode, SideSync 3.0 и Gear/Gear Fit manager. 
Galaxy Tab S 10.5 доступен в вариантах только с WiFi и 4G / LTE & WiFi. Объем памяти варьируется от 16 ГБ до 32 ГБ в зависимости от модели, со слотом для карт microSDXC для расширения до 128 ГБ. Он имеет 10,5-дюймовый экран WQXGA Super AMOLED с разрешением 2560x1600 пикселей и плотностью пикселей 287 ppi. Он также оснащен 2,1-мегапиксельной фронтальной камерой без вспышки и 8,0-мегапиксельной камерой AF на задней панели со светодиодной вспышкой. Он также имеет возможность записывать HD-видео.
Galaxy Tab S был разработан с функцией «Multi Window», которая позволяет пользователям потреблять два вида развлечений на одном экране (технология двух экранов), например, при одновременном запуске двух приложений, таких как видео и приложение социальных сетей. 
Модель планшета с поддержкой WiFi оснащена процессорами Samsung Exynos 5 Octa 5420. Модель LTE поставляется либо с четырехъядерным процессором Krait 400 с частотой 2,3 ГГц на чипсете Qualcomm Snapdragon 800 (версия для Sprint и Verizon), либо с восьмиядерным процессором Exynos. Модели для внутреннего рынка Южной Кореи оснащены обновленными процессорами Exynos 7 Octa 5433.

### Обновления[8]
Galaxy Tab S 10.5 WiFi получил Android 5.0.2 Lollipop во Франции и Канаде 17 марта 2015 года. По состоянию на 6 апреля 2015 года только Канада и Франция получили обновление OTA (Over the Air), эксклюзивное для модели только с WiFi. Причинами того, что эти две страны получили обновление первыми, могут быть высокие продажи планшетов Tab S в обеих странах, а также тот факт, что 5.0.2 добавляет дополнительную поддержку французского языка, на котором преимущественно свободно говорят около 60 миллионов французов и 10 миллионов канадцев.
Компания Samsung объявила, что Samsung Galaxy Tab S 10.5 4G/LTE с OTA- обновлением Android 5.0 Lollipop выйдет в некоторых европейских странах во второй половине апреля. К этим странам относятся Словения, Чехия, Хорватия и Швейцария.
С июня 2015 года планшет получил обновление до Lollipop в Италии. 
По состоянию на октябрь 2015 года Android 5.0.2 также вышел в США.
Линейка Galaxy Tab S получила обновление до Android 6.0.1 Marshmallow OTA. Обновление для варианта 10.5 началось 26 августа 2016 года, для всех версий, за исключением канадских моделей LTE (SM-T805W), для которых, скорее всего, не будет обновления до Marshmallow.

### Обновления сторонних разработчиков
LineageOS 14.1 (на базе Android 7.0 Nougat) доступна для Galaxy Tab S 10.5 Wi-Fi. 

## Приём
Американский веб-сайт The Verge высоко оценил дисплей AMOLED, в особенности благодаря тому, что он тоньше, чем iPad Air , и отметил полезной функцию программного обеспечения Multi-Window. Однако The Verge не понравился пластиковый корпус, многочисленные запутанные функции программного обеспечения и сложный в использовании датчик отпечатков пальцев.